# Šalimarovy zahrady
Šalimarovy zahrady se nacházejí v Pákistánu, v Jižní Asii. V 17. století je nechal vystavět vládce Mughalské říše Šáhdžahán. Jsou velmi rozsáhlé a dodnes tvoří jednu z důležitých památek Pákistánu. 
V roce 1981 byly přijaty mezi světové dědictví UNESCO.